# 왜 신은 사람이 되었는가

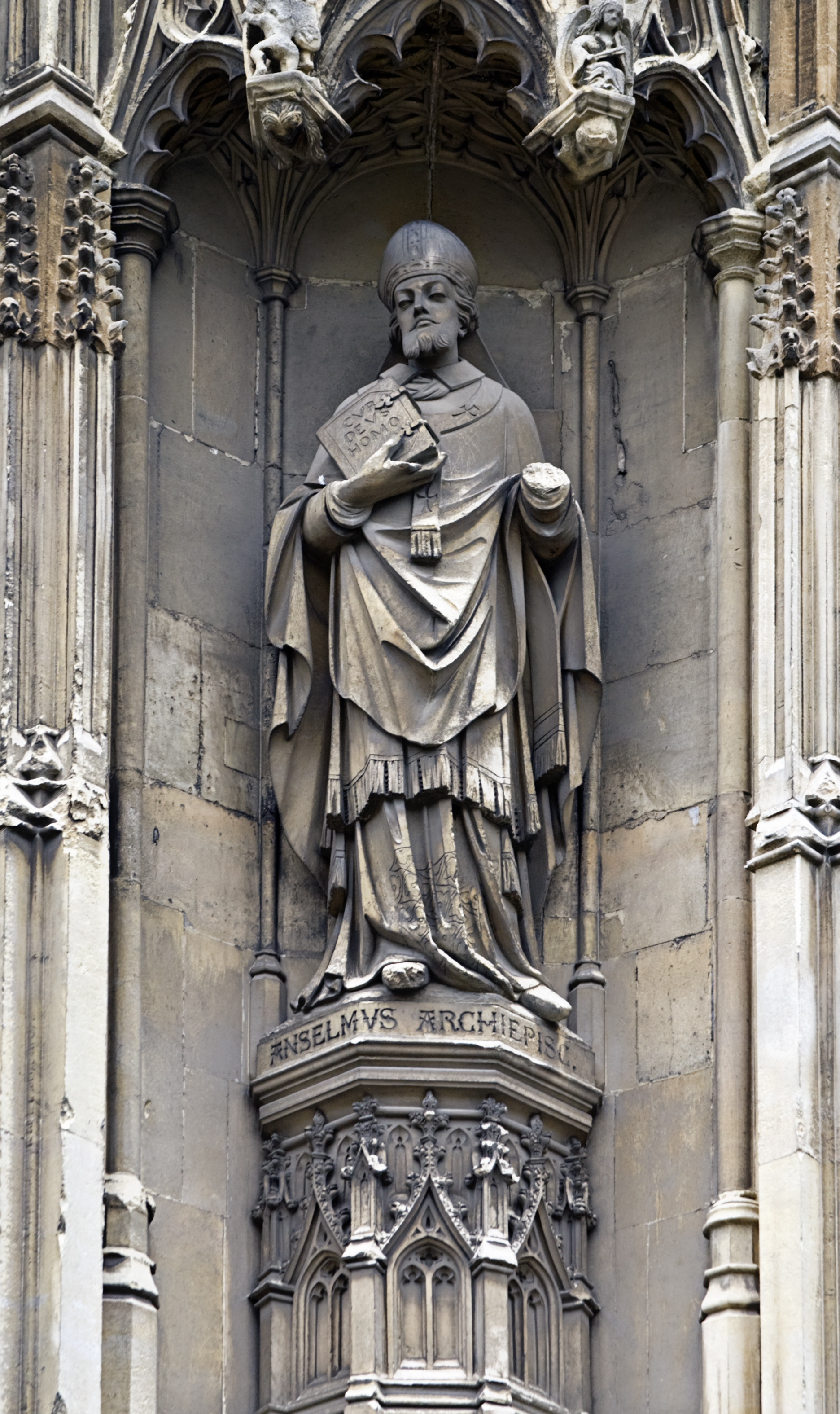
캔터베리 대성당 밖의 캔터베리의 안셈의 상.

《왜 신은 사람이 되었는가?》(Cur Deus homo)는 스콜라 철학의 아버지이자 영국교회의 신학자인 안셀무스가 쓴 대표적 신학 저서이다. 안셀무스가 제자들의 열성에 감동하여 첫 번째 추방 전에 영국에서 기고(起稿)하여 추방 중에 나폴리의 북쪽, 카푸아 지방에서 완성하였다. 제자 보손과의 대화형식으로 그리스도의 성육신교리과 속죄의 교리를 논하고 있다. 권위에 의존하지 않고 필연적 이유로써 수육과 속죄를 연결한 점에서 철학사상 중요한 의미를 갖는다.
서문에서 연구태도를 말하며 문제를 제기하고, 종래의 해석에 불만을 말하면서 수육과 신인(神人)의 죽음과 인류의 구제와의 필연적 관계에 언급한다. 본론에서 인간의 지복(至福)은 속죄를 필요로 한다는 것, 이 속죄는 신인을 필요로 한다는 것, 이 신인은 죽음의 가능성을 갖는다는 것, 신인의 십자가 위 죽음만이 속죄의 요구에 부응하는 것임을 논술하고 있다. 결론에 있어서는 합리적 사변을 철저히 전개하여 신의 정의와 사랑을 양자택일의 형태가 아니라, 사랑도 정의도 아우르는 구조관련(構造關聯)에서 조화시키고 있다

## 저작 동기
안셀무스가 이 저서를 쓰게 된 시기와 동기는 책의 서문에 잘 나타나 있다. 프랑스의 노르망디 지방에 있는 르 벡 수도원의 원장이었던 랑프랑크가 영국의 캔터베리 성당의 주교로 간 후, 안셀무스는 얼마 후 랑프랑크의 뒤를 이어 수도원장으로서 한적한 생활을 하였다. 1089년 랑프랑크가 사망하자 영국의 왕 윌리암 2세는 1093년 안셀무스를 캔터베리의 주교로 임명하고자 하였다. 이에 안셀무스는 왕과 로마 교황 우르바누스 2세와의 사이가 원만하지 않은 것을 알고는 윌리암 2세가 우르바누스 2세를 인정하지 않는 한, 주교직을 맞지 않겠다고 고집하였다. 안셀무스의 조건에 윌리암 2세가 마지 못해 동의하자 안셀무스는 내키지 않는 주교직을 받아들일 수밖에 없었다. 이 시기에 몹시 어수선한 마음으로 왜 신은 사람이 되었는가?를 처음 쓰기 시작하였다고 안셀무스는 서문에 쓰고 있다. 캔터베리의 주교로 있으면서 안셀무스는 윌리암 2세와 점점 불편한 관계에 빠지게 되었으며, 끝내는 1097년 이탈리아로 망명하지 않으면 안되는 궁지에 빠졌다. 1098년 무더운 여름 이탈리아의 카푸아 지방의 산장에서 여가를 얻어 영국에서 시작한 책을 마무리 지었다고 안셀무스는 이야기하고 있다: Praepatio, illud (:책) in Anglia rogatus incepi et Capuana provincia peregrinus perfeci.